# Selatosomus alekseevi
Selatosomus alekseevi là một loài bọ cánh cứng trong họ Elateridae. Loài này được Dolin & Penev miêu tả khoa học năm 1988.